# Bitva v Azanulbizaru
Bitva v Azanulbizaru, kterou elfové nazývají bitva v Nanduhirionu, byla rozhodujícím střetnutím ve válce mezi trpaslíky a skřety ve Středozemi, fiktivním světě J.R.R. Tolkiena. Byla svedena roku 2799 Třetího věku v údolí Azanulbizar (elfsky Nanduhirion, Obecnou řečí Rmutný dol). Trpaslíci se i přes vítězství neodvážili vstoupit do Morie, v které navíc nadále sídlil balrog, zvaný Durinova zhouba.

## Příčiny
Trpaslíci nesnesli potupu Durinova dědice Thróra, který byl v roce 2790 zabit skřety před branami Morie. Thrórův syn Thráin shromáždil většinu trpaslíků a vydal se pomstít vrahovi svého otce Azogovi. Mezi roky 2793-2799 dochází mezi skřety a trpaslíky k válce, ve které je většina skřetů pobita. Přeživší se stahují za svým pánem Azogem do Morie. Trpaslíci, kteří se kromě pomsty chtěli zároveň navrátit do sídla svých otců, na východní bránu Khazad-dûm zaútočí.

## Průběh
Trpasličí vojsko postoupilo údolím až k bráně, kde na ně již čekala obrovská skřetí armáda. Z počátku měli stvůry z Morie převahu, protože útočili z výšky. Ani počasí trpaslíkům nepřálo, byl chladný zimní den a slunce (které morijští skřeti nenávidí a ubírá jim sílu) nebylo vidět. Skřetům se podařilo zatlačit Naugrim vedené Tháinem do nedalekého lesa. Tehdy padli Thráinův syn Frérin, Balinův otec Fundin a mnozí další. Thráin a jeho druhý syn Thorin byli raněni. Thorin prý v boji ztratil svůj štít, proto sekyrou utnul dubovou větev, které poté používal místo štítu ke krytí. Právě díky této události získal své přízvisko Pavéza (v originále Oaken Shield).
Bitva pokračovala se střídavým úspěchem. Zlom přišel až s příchodem oddílů ze Železných hor, které vedl Thráinův bratranec Náin. Ti přišli do boje později a svěží a tak se jim podařilo s pokřikem Azog! Azog! probít až k prahu Morie. Tehdy vyšel z brány Azog v čele své osobní stráže a pustil se do boje s Náinem. V tu chvíli byl však Náin už unaven bitvou, zatímco Azog byl dosud svěží. Ten proto nakonec v souboji zvítězil a seknutím do kovového límce na krku Náinovi zlomil vaz. Náhle však zpozoroval, že všichni skřeti prchají a bitva je rozhodnuta. Pokusil se utéct zpět za bránu, byl však dostihnut a zabit Náinovým mladičkým synem Dáinem.

## Důsledky
Ač bitva dopadla vítězně pro trpaslíky, ani jedna z bojujících stran na ni nevzpomíná v dobrém.
Skřeti byli poraženi a Mlžné hory od nich byly na dlouhou dobu očištěny. Většina přeživších prchla na jih. Usídlili se v Bílých horách na hranici mezi Gondorem a Rohanem. Když se počet skřetů rozrostl, začali pro Rohan představovat vážné nebezpečí a ze zálohy zabili Waldu, dvanáctého krále Rohanu. Teprve Waldův syn Folca se skřety v Bílých horách definitivně skoncoval.
Trpaslíci i přes vítězství po bitvě truchlili. Prý stěží polovina všech bojovníků byla schopna po bitvě opustit bojiště. Thráin, který byl v boji zraněn na noze a přišel o jedno oko, nabádal trpaslíky, aby s ním pokračovali do hlubin Morie. Většina přeživších však odmítala. Dáin, který jediný pohlédnul za bránu, připomenul dosud neporaženého balroga. Trpaslíci nemohli pohřbít všechny své padlé, jelikož pohřbívají zásedně do kamenných hrobů a takové práce by trvaly několik let. Proto se navzdory svým zvyklostem rozhodli padlé spálit. Bylo jim to proti mysli, ale všichni trpaslíci padlí v Azanulbizaru byli pro své potomky známí jako "spálení trpaslíci" a byli navždy ctěni. Les, který skáceli, aby mohli spálit těla svých padlých, již nikdy nevyrostl a kouř z pohřebních hranic byl vidět i v Lothlórienu. Každý trpaslík si také nesl domů těžký vak se zbraněmi a zbrojí padlých, aby tam nezůstaly napospas zbylým skřetům.
Právě v této bitvě si Dáin získal nehynoucí slávu za svůj hrdinský čin proti Azogovi, protože mu tehdy bylo jen 32 let, takže byl podle počítání trpaslíků ještě klouček. Svou statečností se proslavil také Thráinův syn Thorin.